# 池野雅博
池野 雅博（いけの まさひろ、11月28日 - ）は日本の漫画家。山口県山陽小野田市出身。

## 略歴
- 2001年、「美也子」でサンデーまんがカレッジ努力賞を受賞。
- 2003年、「クリムゾン」で『少年サンデー超』（小学館）増刊号デビュー。以後、主に読み切りをいくつか執筆。
- 2007年、『週刊少年サンデー』（同）28号より2008年27号まで「DIVE!!」（原作：森絵都）を連載。
- 2013年7月4日から7日、「JAPAN EXPO 2013」にてサイン会と講演会を開催[1]。

## 作風
池野は「1ページにひとつ以上の要素を入れない」、「見開きで見たときに、いちばん伝えたいポイント、見せたいコマをひとつ決めておく」ことを意識して執筆している。

## 作品リスト

### 連載
- DIVE!!（原作：森絵都、『週刊少年サンデー』2007年28号 - 2008年27号、全5巻）
- マリシャスコード（『月刊コミックジーン』2011年9月号[2] - 2013年1月号、全4巻）
- シュガードッグ（『少年マガジンエッジ』2015年10月号（創刊号[3]） - 2017年11月号[4]、全4巻）
- レッドドラゴン（『月刊少年エース』2015年12月号[5] - 2018年1月号、全5巻）
- ゴブリンスレイヤー：ブランニュー・デイ（原作：蝸牛くも、『月刊ビッグガンガン』2018年Vol.06[6] - 2019年Vol.06、全2巻）
- 真の仲間じゃないと勇者のパーティーを追い出されたので、辺境でスローライフすることにしました（原作：ざっぽん、『月刊少年エース』2018年7月号[7] - 2024年9月号、全14巻）

### 読切
- CRIMSON〜クリムゾン〜（『週刊少年サンデー超』2003年2月25日号）
- アキュラ（『週刊少年サンデー超』2004年9月25日号）
- ハッピーベクトル（『週刊少年サンデー超』2005年3月25日号）
- ボクとネコ（『週刊少年サンデー超』2006年3月25日号）
- 暁のヴァルキリー（『週刊少年サンデー超』2008年9月24日号）

### 挿画
- シンキロウプロジェクト（著：ほぼ日P、2013年10月30日発売[8]、PHP研究所） - 挿画とイラスト[8]

## 寄稿
- KADOKAWAマンガフェア カドコミ2019（小冊子『カドコミ8月号』[9]） - 『真の仲間じゃないと勇者のパーティーを追い出されたので、辺境でスローライフすることにしました』描きおろし[9]

## 師匠
- 安西信行